# 12089 Maichin
12089 Maichin eller 1998 HO35 är en asteroid i huvudbältet som upptäcktes den 20 april 1998 av LINEAR i Socorro County, New Mexico. Den är uppkallad efter Diana Marie Maichin.
Asteroiden har en diameter på ungefär 6 kilometer.